# Dinheirosaurus
A Dinheirosaurus (jelentése 'Dinheiro-gyík', Porto Dinheiro-ra utalva) a diplodocoidea sauropoda dinoszauruszok egyik neme, melynek maradványaira a középnyugat-portugáliai Lourinhã-ban levő Porto Dinheiro-nál, a késő jura kori (kimmeridge-i korszakbeli) Camadas de Alcobaça-formációban találtak rá. José Bonaparte és Octávio Mateus készített róla leírást 1999-ben, a feltárását követően, ami az 1987-es felfedezésétől 1992-ig tartott.
A leletet a hasonlóságok miatt először a korábban leírt kortárs nemhez, a Lourinhasaurusnoz kapcsolták. A későbbi elemzés viszont feltárta, hogy a fosszília egy másik sauropodához tartozott, ezért Dinheirosaurus néven készült róla leírás. A két nemet egy időben lehetséges szinonimaként tartották számon, de a két maradvány további értelmezése nem hagyott kétséget a helyzetük felől.
A típusfaj a D. lourinhanensis, amely Lourinhã városa után kapta a nevét.

## Anatómia
A fosszilis maradvány egy részleges csontváz (a holotípus az ML 414 jelzésű lelet), melynek jelentős részét képezik a jó állapotban megőrződött összefüggő hátcsigolyák. A lelethez tartozik még 12 háti borda és több lábcsont töredék.
A Dinheirosaurus lourinhanensis jellegzetessége a Diplodocuséra emlékeztető, kettéágazó csigolyanyúlványokkal ellátott gerinc, ami egyes részleteiben eltért a Diplodocusétól. Mellettük a csigolyák közötti kapcsolódások is megőrződtek.

## Osztályozás
Ezek a tulajdonságok azt jelezhetik, hogy a D. lourinhanensis egy, a Diplodocusnál jóval kezdetlegesebb diplodocideából fejlődött ki az elszigetelt szigeteken, mivel abban az időben az Ibériai-félsziget elkülönült Észak-Amerikától és Európától is.

## Fordítás
- Ez a szócikk részben vagy egészben a Dinheirosaurus című angol Wikipédia-szócikk ezen változatának fordításán alapul.  Az eredeti cikk szerkesztőit annak laptörténete sorolja fel. Ez a jelzés csupán a megfogalmazás eredetét és a szerzői jogokat jelzi, nem szolgál a cikkben szereplő információk forrásmegjelöléseként.

## Külső hivatkozások
- 'Dinheirosaurus'. The Dinosaur Encyclopedia. [2009. szeptember 22-i dátummal az eredetiből archiválva]. (Hozzáférés: 2009. november 13.)